# 名塚秀二
名塚 秀二（なづか ひでじ、1954年11月19日 - 2004年10月10日）は、日本のヒマラヤ登山家。8000メートル峰9座登頂。
福岡県に生まれたが、父が早くに亡くなったため群馬県にある母の実家で育った。群馬県山岳連盟理事長としても活躍した。
2004年、ヒマラヤで雪崩に巻き込まれ死亡。

## 経歴
- 1954年11月19日 - 福岡県に生まれる[3]。父の死後、母の実家がある群馬県に移る[3]。
- 1981年夏 - スワロガロヒニ(6,252m/インド)に前橋山岳隊の隊員として参加[3]。
- 1984～85年冬 - アンナプルナⅠ峰(8,091m/ネパール)に群馬岳連隊の隊員として参加[3]。
- 1985年10月30日 - 「植村直己物語」撮影隊の一員としてエベレスト[南東稜](8,848m/ネパール)登頂[3]。
- 1987～88年冬 - アンナプルナⅠ峰(8,091m/ネパール)に群馬岳連隊の隊員として参加[3]。
- 1989年秋 - マナスル峰(8,163m/ネパール)にヒマラヤ同人隊の登攀隊員として妻・好子ともども参加[3]。
- 1989年冬 - マッキンリー(6,194m/アメリカ)に遭難した山田昇他2名の捜索に参加
- 1989～90年冬 - キリマンジャロ(5,895m/タンザニア)にアルパインツアーのガイドとして登頂
- 1990年夏 - K2[北西壁](8,611m/中国)に横浜山岳協会隊の隊員として登頂[3]。
- 1991年春 - カンチェンジュンガ[北東支稜](8,586m/インド)に日本ヒマラヤ協会の隊員として登頂[3]。
- 1991～92年冬　エベレスト南西壁ルート(8,848m/ネパール)に群馬岳連隊の隊員として参加[3]。
- 1992～93年冬 - キリマンジャロ(5,895m/タンザニア)に山岳ガイドとしてお客を案内しながら登頂。
- 1993年秋 - チョ・オユー(8,201m/中国)に群馬岳連隊の隊員として北西面より登頂[3]。

12月18日 - エベレスト[南西壁](8,848m/ネパール)に群馬岳連隊の隊員として登頂。冬季西南壁世界初(後藤文明,田辺治,江塚進介,尾形好雄,星野龍史)。
- 1995年夏 - アコンカグア(6,959m/アルゼンチン)に山岳ガイドとして参加。
- 1997年夏 - アコンカグア(6,959m/アルゼンチン)に山岳ガイドとして登頂。

夏～秋 - 「群馬県カラコルム登山隊1997」の隊長としてガッシャーブルムI峰(8,068m/パキスタン)、ガッシャーブルムII峰(8,035m/パキスタン)、シシャパンマ(8,027m/中国)の3座登頂に挑み、成功
- 1999～2000年冬 - マナスル峰(8,163m/ネパール)に群馬岳連隊の隊員として参加[3]。
- 2000年夏 - ブロード・ピーク(8,051m/パキスタン)に前橋山岳会の隊長として北東面より登頂[3]。
- 2001年秋 - ダウラギリ(8,167m/ネパール)に群馬ミヤマ山岳会隊の隊員として北東稜より登頂[3]。
- 2004年秋 - 愛知岳連隊によるヒマラヤ・アンナプルナ1峰への挑戦中に佐藤理雄とともに雪崩に巻き込まれ死亡[1][2]。